# اخالگوری
اخالگوری یا لنینگور (به لاتین: Akhalgori) (به آسی: Ленингор) یک منطقهٔ مسکونی در گرجستان است که در شهر اخالگوری واقع شده‌است. اخالگوری ۱٬۰۳۳ نفر جمعیت دارد و ۷۸۸ متر بالاتر از سطح دریا واقع شده‌است.